# Субботинский сельсовет (Курская область)
Суббо́тинский сельсове́т — муниципальное образование со статусом сельского поселения в Солнцевском районе Курской области.
Административный центр — село Субботино.

## История
Законом Курской области от 15 августа 1996 года № 6-ЗКО на территории Субботинского сельсовета образовано муниципальное образование Субботинский сельсовет.
Законом Курской области от 21 октября 2004 года № 48-ЗКО (в ходе муниципальной реформы 2006 года) муниципальное образование Субботинский сельсовет наделено статусом сельского поселения.
Законом Курской области от 26 апреля 2010 года № 26-ЗКО муниципальное образование Субботинский сельсовет и муниципальное образование Орлянский сельсовет были преобразованы путём объединения в муниципальное образование Субботинский сельсовет.

## Население
| 2002  | 2010  | 2012  | 2013  | 2014  | 2015  | 2016  |
| ----- | ----- | ----- | ----- | ----- | ----- | ----- |
| 971   | ↗1429 | ↘1351 | ↘1311 | ↘1289 | ↘1262 | ↘1242 |
| 2017  | 2018  | 2019  | 2020  | 2021  |       |       |
| ↘1238 | ↘1197 | ↘1162 | ↘1126 | ↘1004 |       |       |

## Состав сельского поселения
| № | Населённый пункт | Тип населённого пункта       | Население |
| - | ---------------- | ---------------------------- | --------- |
| 1 | Орлянка          | село                         | ↘642      |
| 2 | Самсоновка       | деревня                      | ↘103      |
| 3 | Сеймица          | деревня                      | ↘167      |
| 4 | Субботино        | село, административный центр | ↘517      |